# Villa romana de Camarzana de Tera
La villa romana de Camarzana de Tera está situada en el término municipal de Camarzana de Tera, en la provincia de Zamora. Se conoce desde el siglo XIX cuando, con motivo de la construcción de la carretera Madrid-Vigo, se descubren varios fragmentos de mosaico que se depositan en el Museo de Zamora.
Algunos autores, como Gómez Moreno, han planteado la posibilidad de que el ábside de la iglesia parroquial reaprovechase el de una de las estancias principales de la villa, dando noticia además de restos de mosaicos con decoración vegetal y geométrica. 
En el año 2007 se llevan a cabo diversas excavaciones que permiten comprobar el interés del hallazgo que radica fundamentalmente en su singularidad dentro de la provincia de Zamora, y del área más occidental de la Península, así como tampoco son habituales los restos de mosaico conservados. En este sentido debemos citar por su excepcionalidad, las referencias a Villafáfila, las teselas recogidas en Castroverde de Campos y los expuestos en el Museo de Zamora procedentes de la en buena parte desaparecida «Villa de Requejo», en Santa Cristina de la Polvorosa, a los que se sumarían los fragmentos recuperados en intervenciones antiguas y los actualmente exhumados en el inmueble que nos ocupa en Camarzana de Tera.

## Yacimiento
Las excavaciones desarrolladas han sacado a la luz 15 habitaciones articuladas en torno a un peristilo o patio porticado, con una estancia destacada, posiblemente un triclinium con un mosaico figurado con un emblema central en el que se representa a Orfeo rodeado de animales y a su alrededor ocho cartelas con representaciones de caballos y su nombre epigrafiado con teselas. Este detalle, la existencia de textos teselados le confiere excepcionalidad, dada la escasez de este tipo de documentos epigráficos en dicha zona. 
En los cuadros centrales afrontados se representan cráteras con felinos rampantes. La imagen central aparece rodeada por escenas venatorias o de cacerías en las que se abaten animales como jabalíes o ciervos. Entre estas escenas en los lados cortos aparecen cráteras con felinos y vides de las que salen racimos de uva y varias perdices. El tema de Orfeo amansando a las fieras aparece en otros diez mosaicos documentados en la península ibérica. Además existen otras seis habitaciones cubiertas con mosaicos. Los pasillos y corredores que delimitan el peristilo están decorados con mosaicos de tema geométrico siguiendo el esquema de peltas, en muy buen estado de conservación. En el posible «oecus», el mosaico del pavimento representa una figura humana que sostiene con el brazo unas riendas de cuero claveteado que sujetan posiblemente a un toro pudiendo corresponder a una representación del mito de «El rapto de Europa». La escena está rodeada por una cenefa con un tritón entre cuernos de la Abundancia. Existen, además, otras estancias situadas a un nivel más elevado en el que también se localizan motivos figurados de gran calidad, entre ellos una figura femenina adornada con joyas y fíbulas. 
Este hallazgo constituye un ejemplo excepcional en la provincia de Zamora y también en relación con el resto de villas similares como La Olmeda o Quintanilla de la Cueza. Su ubicación en uno de los valles más fértiles de la comarca y su proximidad al trazado de la vía Asturica-Bracara Augusta la convierte en un enclave fundamental para completar el conocimiento sobre la articulación del poblamiento y la explotación económica del territorio en época bajoimperial en la Península.